# 瓦特灣
67°2′S 144°0′E / 67.033°S 144.000°E
瓦特灣是南極洲的海灣，位於喬治五世地，處於加內特角和德拉莫特角之間，寬30公里，由澳大利亞探險家率領的探險隊發現，現時由南極條約體系管理。